# Bílý Potok (Vrbno pod Pradědem)

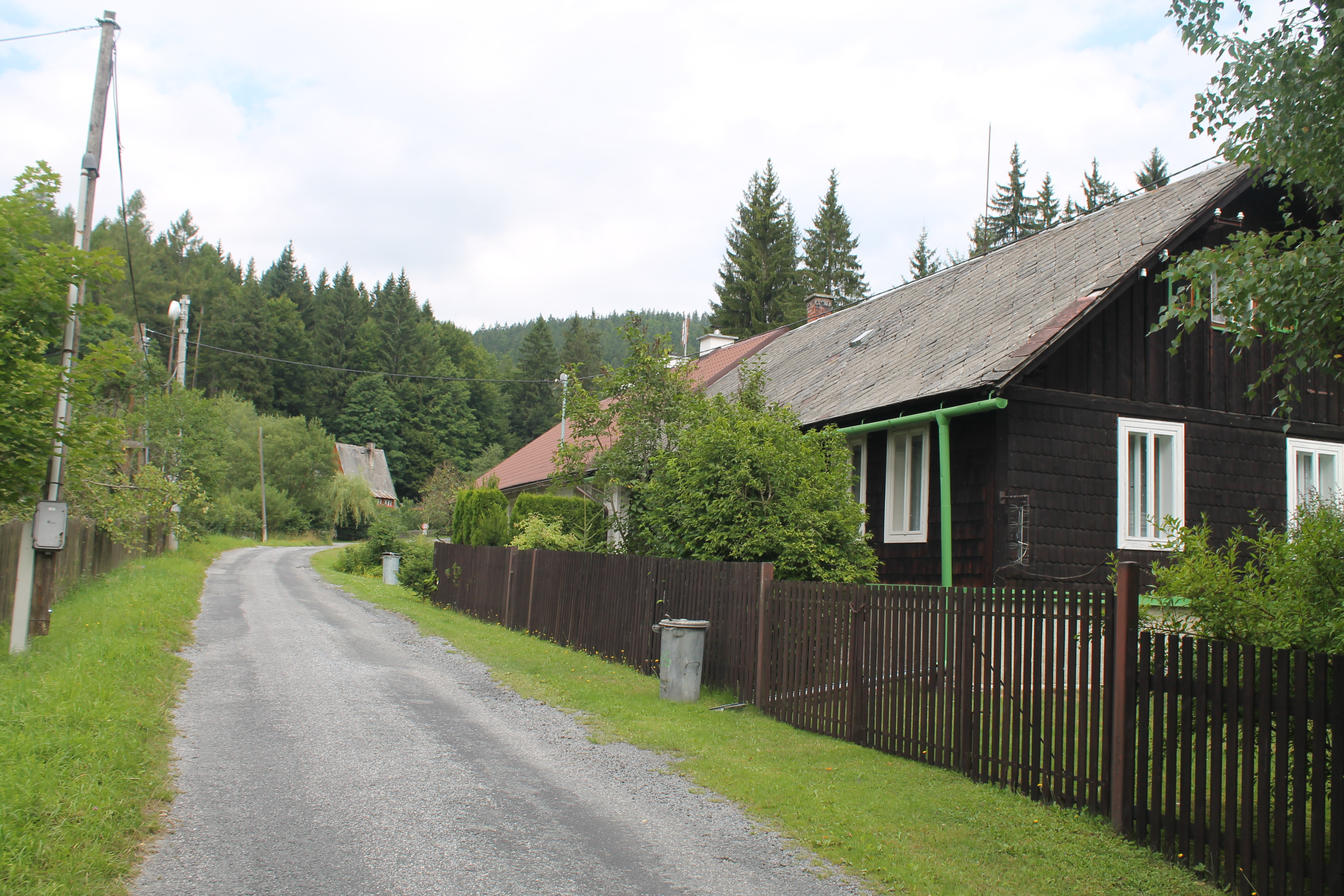
Dorfstraße

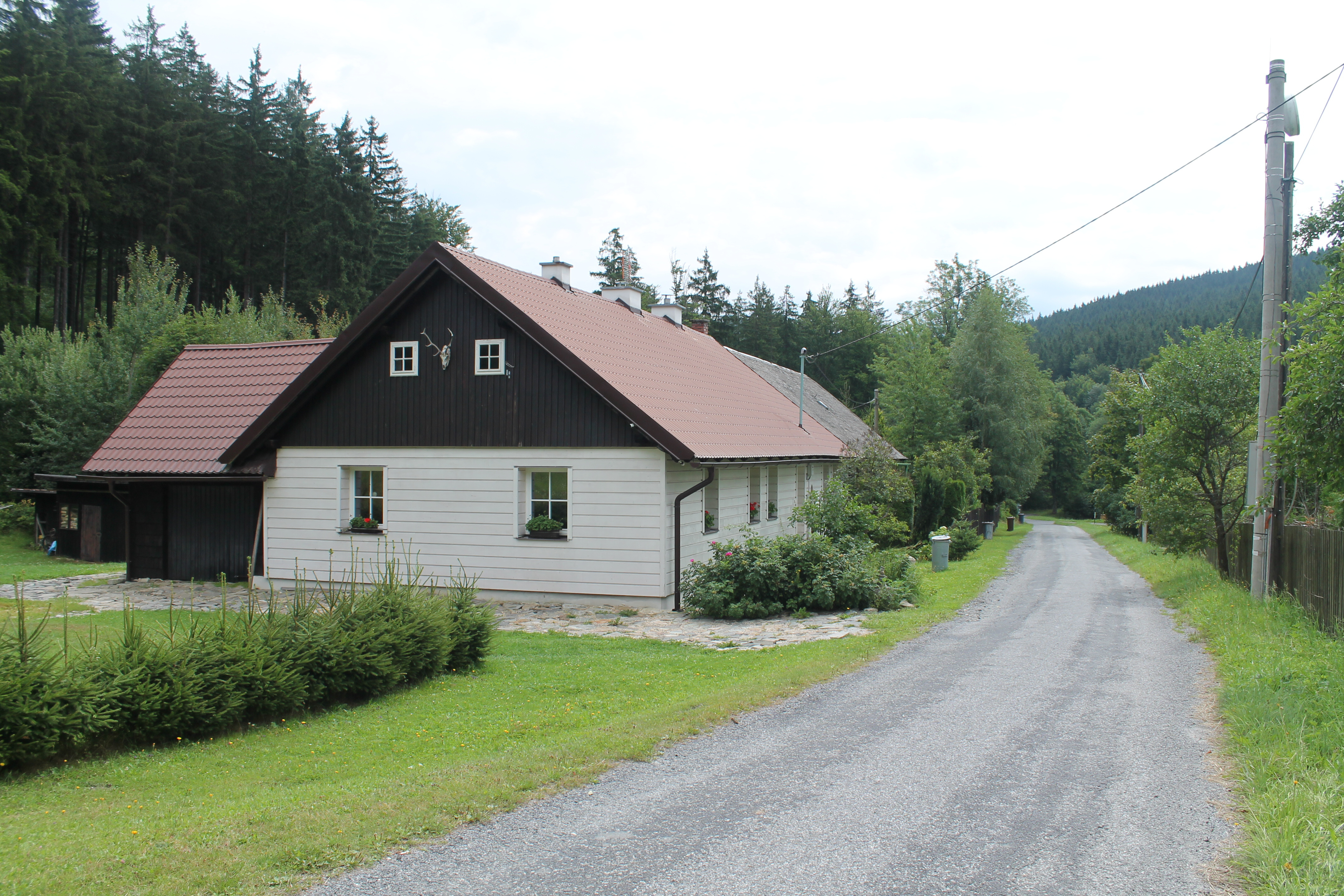
Dorfstraße

Bílý Potok, bis 1948 Bílý Zejf, (deutsch Weißenseifen) ist ein Ortsteil der Stadt Vrbno pod Pradědem (Würbenthal) in Tschechien. Er liegt sieben Kilometer nordwestlich von Vrbno pod Pradědem und gehört zum Okres Bruntál.

## Geographie
Die von ausgedehnten Wäldern umgebene Siedlung Bílý Potok befindet sich im Altvatergebirge (Hrubý Jeseník) in einem Talkessel an der Mündung des Baches Bílý potok (Weißer Seifen) in die Střední Opava (Mitteloppa). Nördlich erheben sich der Medvědí vrch (Bärenfangkuppe, 1216 m n.m.), der Johannesstein (1060 m n.m.) und der Pytlák (Räuberstein, 1040 m n.m.), im Nordosten der Loupežník (Räuberlehne, 1020 m n.m.), der Na Vydlídce (978 m n.m.) und die Solná (Salzberg, 826 m n.m.), südöstlich die Zámecká hora (Schloßberg, 854 m n.m.), im Süden die Pytlácké kameny (Macholdplatte, 1027 m n.m.), der Žárový vrch (Brandberg, 1101 m n.m.) und die Kamzičí skály (1043 m n.m.), südwestlich die Zadní plošina (887 m n.m.) und der Mrazový vrch (980 m n.m.), im Westen die Jelení kameny (Hirschsteine, 928 m n.m.) sowie nordwestlich die Karliny kameny (1083 m n.m.), die Malé loučky (1202 m n.m.) und die Javůrka (921 m n.m.). Durch Bílý Potok führt die Staatsstraße II/451 von Vrbno pod Pradědem nach Vidly (Gabel). Der Ort liegt im Landschaftsschutzgebiet Jeseníky. 
Nachbarorte sind Rejvíz (Reihwiesen) und Horní Údolí (Obergrund) im Norden, Drakov, Heřmanovice (Hermannstadt) und Dlouhý Vrch im Nordosten, Mnichov (Einsiedel), die Wüstung Hutě (Wolfsseifen) und Železná (Buchbergsthal) im Osten, Vrbno pod Pradědem und Ludvíkov (Ludwigsthal) im Südosten, Karlova Studánka (Karlsbrunn) und Hubertov (Hubertskirch) im Süden, Vidly im Südwesten, Bělá (Waldenburg) im Westen sowie Domašov (Thomasdorf) und Adolfovice (Adelsdorf) im Nordwesten. 

## Geschichte
Das Tal der Mittleren Oppa oberhalb von Würbenthal wurde erst spät besiedelt. Entlang der hier durch das Gebirge verlaufenden die Grenze zwischen dem přemyslidischen Herzogtum Troppau und dem piastischen Herzogtum Oppeln ließen die Besitzer beider Herzogtümer am Übergang vom 13. zum 14. Jahrhundert beiderseits der Grenze eine Kette von Grenzburgen anlegen, die sich von der Burg Fürstenwalde über die Doppelburg Weisenstein-Rabenstein, die Quinburg und die Drachenburg gegen Norden bis zur Burg Koberstein fortsetzte. Sämtliche dieser Burgen wurden im 15. Jahrhundert verlassen oder zerstört. Später bildete die Mittlere Oppa die Grenze zwischen dem bischöflichen Fürstentum Neisse und der Herrschaft Freudenthal.
Bis ins 18. Jahrhundert stand in dem Tal lediglich eine einschichtige Sägemühle, die im Laufe der Zeit als Wildensteiner Mühle und Vogelmühle / Ptačí Mlýn benannt wurde. Die ersten Kirchenbücher wurden 1725 in Würbenthal geführt. Nach der Josephinischen Landesaufnahme des Herzogtums Ober-Schlesien von 1763 bestand zu dieser Zeit weiterhin nur die Brettmühle am rechten Ufer des Flusses auf Freudenthaler Gebiet gegenüber den Mündungen des Steinseifen (Skalní potok) und des Weißen Seifen (Bílý potok). 1828 ließ das Fürstentum Neisse linksseitig des Flusses am Weißen Seifen eine Zainhütte mit Eisenhammer errichten. In der an das Fürstbischöfliche Eisenwerk Buchbergsthal angeschlossenen Hütte wurde das in den umliegenden Bergen gewonnene Eisenerz aufbereitet. 
Faustin Ens erwähnte die Zainhütte in seinen Ortsbeschreibungen nicht. Sie war Teil der Gemeinde Einsiedel, die Gebäude wurden vermutlich der benachbarten Kolonie Wolfseifen zugerechnet. Genannt werden darin lediglich die zur Herrschaft Freudenthal gehörige Wildensteiner Bretmühle sowie zwei, auf dem gegenüberliegenden Neisser Ufer gelegene Sauerbrunnen, deren Gehalt den Brunnen von Karlsbrunn ähnelte. Pfarr- und Schulort war Einsiedel. Das zwischen 1836 und 1842 gefertigte Blatt der Franziszeischen Landesaufnahme stellt eine nur wenig veränderte Situation: unterhalb der Mündung des Steinseifen war auf fürstbischöflichem Gebiet eine weitere Brettmühle – die Steinseifenmühle – hinzugekommen und die frühere Wildensteiner Mühle wurde nun Vogelmühle genannt. Somit bestanden mit der Zainhütte und den beiden Mühlen nun drei Einschichten in dem Tal. Bis zur Mitte des 19. Jahrhunderts lieb die Gegend entlang des Flusses zwischen dem Fürstentum Neisse und der Minderherrschaft Freudenthal geteilt.
Nach der Aufhebung der Patrimonialherrschaften blieb die Gegend ab 1849 entlang des Flusses geteilt: die Zainhütte und die Steinseifenmühle gehörten zunächst zur Gemeinde Einsiedel und ab 1877 zur neu gebildeten Gemeinde Buchbergsthal; die Vogelmühle dagegen zur Gemeinde Ludwigsthal. Ab 1869 gehörten alle drei Einschichten zum Bezirk Freudenthal. Zum Ende des 19. Jahrhunderts erfolgte die Stilllegung der Zainhütte. In dem Talkessel entstand eine kleine Siedlung, die zunächst den Namen Zainhütte weiterführte. 1890 hatte der Weiler 18 Einwohner und bestand aus drei Häusern. 1893 erhielt die Kolonie den Namen Weißenseifen. Im Jahre 1900 lebten in Weißenseifen 15 Personen, 1910 waren es 18. Nach dem Zusammenbruch der k.k. Monarchie wurde der Ort 1918 Teil der neu gebildeten Tschechoslowakei. Beim Zensus von 1921 erfolgte keine Erfassung der Einwohnerzahl für die drei Häuser Weißenseifen. Die Häusergruppe war bei Buchbergsthal inbegriffen. 1924 wurde der tschechische Ortsname Bílý Zejf eingeführt. Im Jahre 1930 bestand Weißenseifen aus fünf Häusern und hatte 18 Einwohner. Nach dem Münchner Abkommen wurde die Ansiedlung 1938 dem Deutschen Reich zugesprochen und gehörte bis 1945 zum Landkreis Freudenthal. Nach dem Ende des Zweiten Weltkrieges wurde Bílý Zejf wieder Teil der Tschechoslowakei. Die deutschsprachige Bevölkerung wurde 1946 größtenteils vertrieben und der Ort mit Tschechen besiedelt. 1948 erfolgte die Umbenennung in Bílý Potok. Bis in die 1950er Jahre wurde westlich der Kolonie ein Quarzitsteinbruch betrieben. Im Zuge der Gemeindegebietsreform von 1960 wurde die Ansiedlung einschließlich Ptačí Mlýn nach Vrbno pod Pradědem eingemeindet und zu einem Ortsteil vereinigt. 1961 lebten dem Ortsteil 13 Personen. Im Jahre 1970 hatte Bílý Potok 18 Einwohner. 1991 bestand Bílý Potok aus sechs Wohnhäusern und hatte 19 Einwohner. Beim Zensus von 2011 lebten in den acht Häusern von Bílý Potok 13 Personen. Die meisten Häuser des Ortsteils werden als Ferienhäuser genutzt. 

## Gemeindegliederung
Der Ortsteil Bílý Potok ist Teil des Katastralbezirkes Železná pod Pradědem. Zu Bílý Potok gehören die Einschicht Ptačí Mlýn (Vogelmühle) und die Wüstung Kamenný Zejf (Steinseifenmühle) sowie die Berghütten Bařinská nová chata, Bařinská stará chata, Černohorská chata, Dembauda, Hubertka und Jelení bouda.

## Sehenswürdigkeiten
- Wasserfälle des Skalní potok (Steinseifen)
- Burgruine Fürstenwalde auf der Zámecká hora, errichtet zu Beginn des 14. Jahrhunderts. Auf dem Areal der Ruine wurde 2012 ein hölzerner Aussichtsaltan ohne Fundamente errichtet, der inzwischen wegen Baufälligkeit gesperrt wurde.
- Doppelburg Weisenstein-Rabenstein, nördlich von Bílý Potok

## Schutzgebiete
- Naturreservat Skalní potok